# Іланський
Іланський (рос. Иланский) — місто (з 1822 року) в Росії, адміністративний центр Іланського району Красноярського краю.
Населення 14 869 чоловік (2020 рік).

## Географія
Місто розташоване на річці Іланка (права притока Кани), за 279 км від Красноярська.

## Історія
Засноване в 1645 як село Іланський. Назва по розташуванню на річці Іланці. Гідронім від імені місцевого князя Іланка (спотворене Оілана), рід якого жив в цих місцях. У квітні 1733 року Сенат видав указ про будівництво Сибірсько-Московського тракту. З цією датою і цим документом треба пов'язувати історію виникнення поселення на місці нинішнього міста Іланський.
У 1894 р в зв'язку з будівництвом Транссибірської магістралі за п'ять верст від с. Іланський почалося будівництво депо і станції. При станції Іланська виникло селище. Змінився господарський уклад с. Іланський (суч. Назва Стара Ілань): виникли промисли, пов'язані із залізницею (заготівля лісу для шпал і споруд, випалювання деревного вугілля для кузень станції).

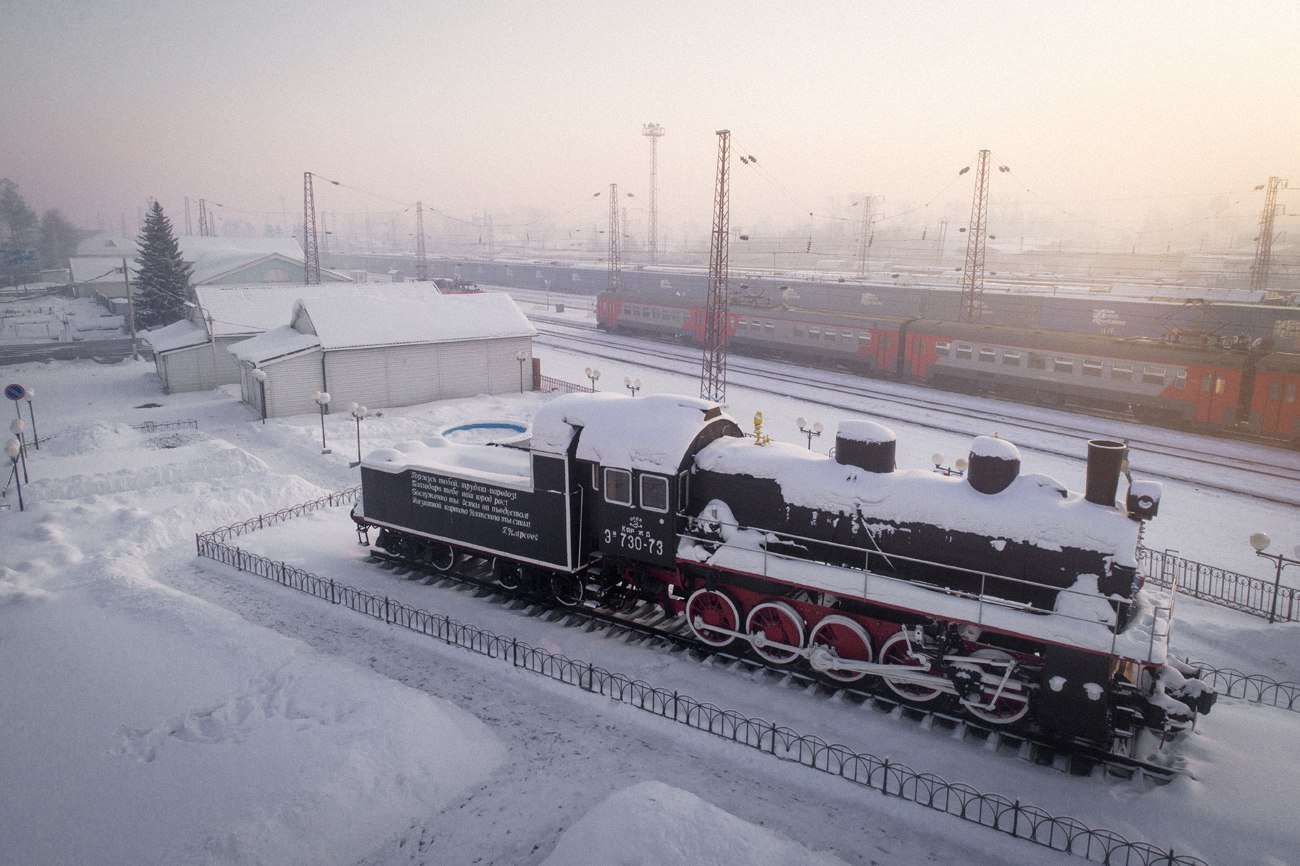
Паровоз - символ міста залізничників

## Економіка
- Завод залізобетонних виробів;
- Великі підприємства залізничного транспорту;
- Лісообробні підприємства;
- Сільське господарство;